# 六甲山上駅
六甲山上駅（ろっこうさんじょうえき）は、兵庫県神戸市灘区六甲山町一ケ谷にある、神戸六甲鉄道六甲ケーブル線（六甲ケーブル）の駅である。六甲ケーブルの山上駅（山頂駅）となっている。また、駅舎は1932年（昭和7年）の開業当時の建物のままでありアール・デコ様式を取り入れたその様は、建築的にも価値が高い。

## 歴史
- 1932年（昭和7年）3月10日 - 六甲越有馬鉄道の土橋駅（現在の六甲ケーブル下駅） - 当駅間が開業、六甲山駅（ろっこうざんえき）として開業[2][3]。
- 1938年（昭和13年）
  - 7月5日 - 豪雨災害（阪神大水害）により路線休業。
  - 8月4日 - 路線の仮復旧により営業再開。
- 1944年（昭和19年）2月11日 - 不要不急線として路線休止のため、駅も営業休止となる[2]。
- 1945年（昭和20年）8月25日 - 営業を再開[2]。
- 1970年（昭和45年）または1971年（昭和46年） - 駅名を六甲山上駅に改称[2]。なお、正確な改称日は不明となっている[2]。
- 1975年（昭和50年）10月1日 - 六甲越有馬鉄道と摩耶鋼索鉄道との合併に伴い、六甲摩耶鉄道の駅となる[2]。
- 1995年（平成7年）
  - 1月17日 - 阪神・淡路大震災により路線不通のため営業を休止する。
  - 7月21日 - 営業再開。
- 2007年（平成19年）
  - 11月30日 - 経済産業省から、近代化産業遺産の構成遺産「六甲山ホテルと六甲観光関連遺産」の認定遺産に認定される[5][6]。
- 2013年（平成25年）
  - 9月16日 - 台風18号による大雨の被害による路線不通のため営業を休止する。
  - 10月1日 - 六甲摩耶鉄道と阪神総合レジャーとの合併に伴い、六甲山観光の駅となる。
- 2014年（平成26年）1月25日 - 土砂の完全撤去により復旧、運行再開。
- 2021年（令和3年）7月28日 - 神戸市による神戸歴史遺産認定制度において、当駅が第1回の認定を受ける[3][7]。
- 2024年（令和6年）4月1日 - 社名変更及び観光事業の会社分割に伴い、神戸六甲鉄道の駅となる。

## 駅構造
ホームは軌道の両側に作られており、駅舎からホーム側を見て右側が乗車用ホーム、左側が降車用ホームである。ホームは階段状である。改札口は出札口の右側の出入口であり、改札時以外は扉で閉鎖されている。出口側は扉があるものの、普段はいつも開かれている。ホーム全体が上屋で覆われている。六甲有馬ロープウェーの表六甲駅が併設されているが、2004年12月19日に休止されており、現在は利用されていない。
その他の駅併設の設備
- ショップ737（売店）
- 六甲遊山案内処（観光案内所）
- 天覧台

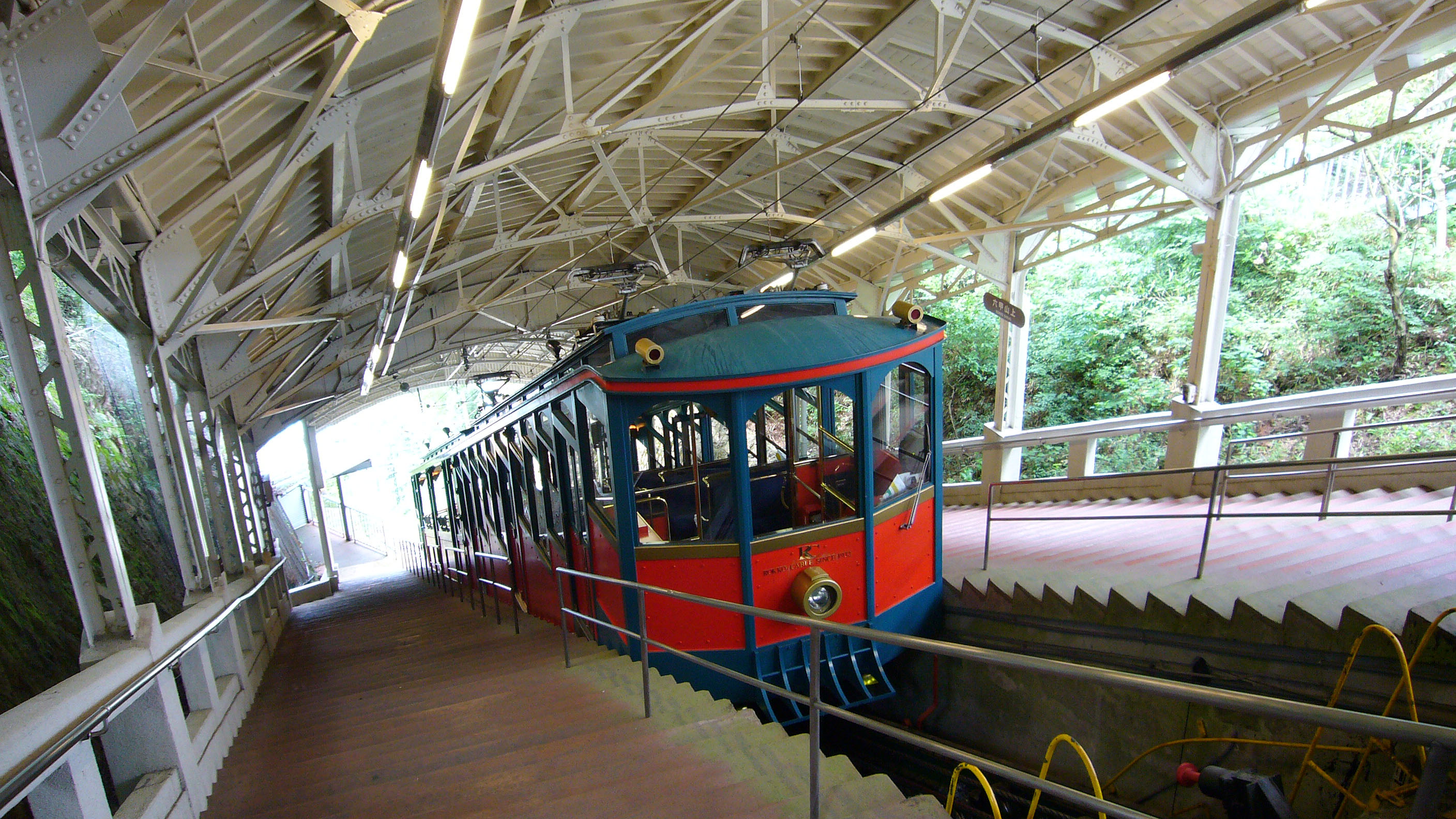
ホームに停車中の1,2号車
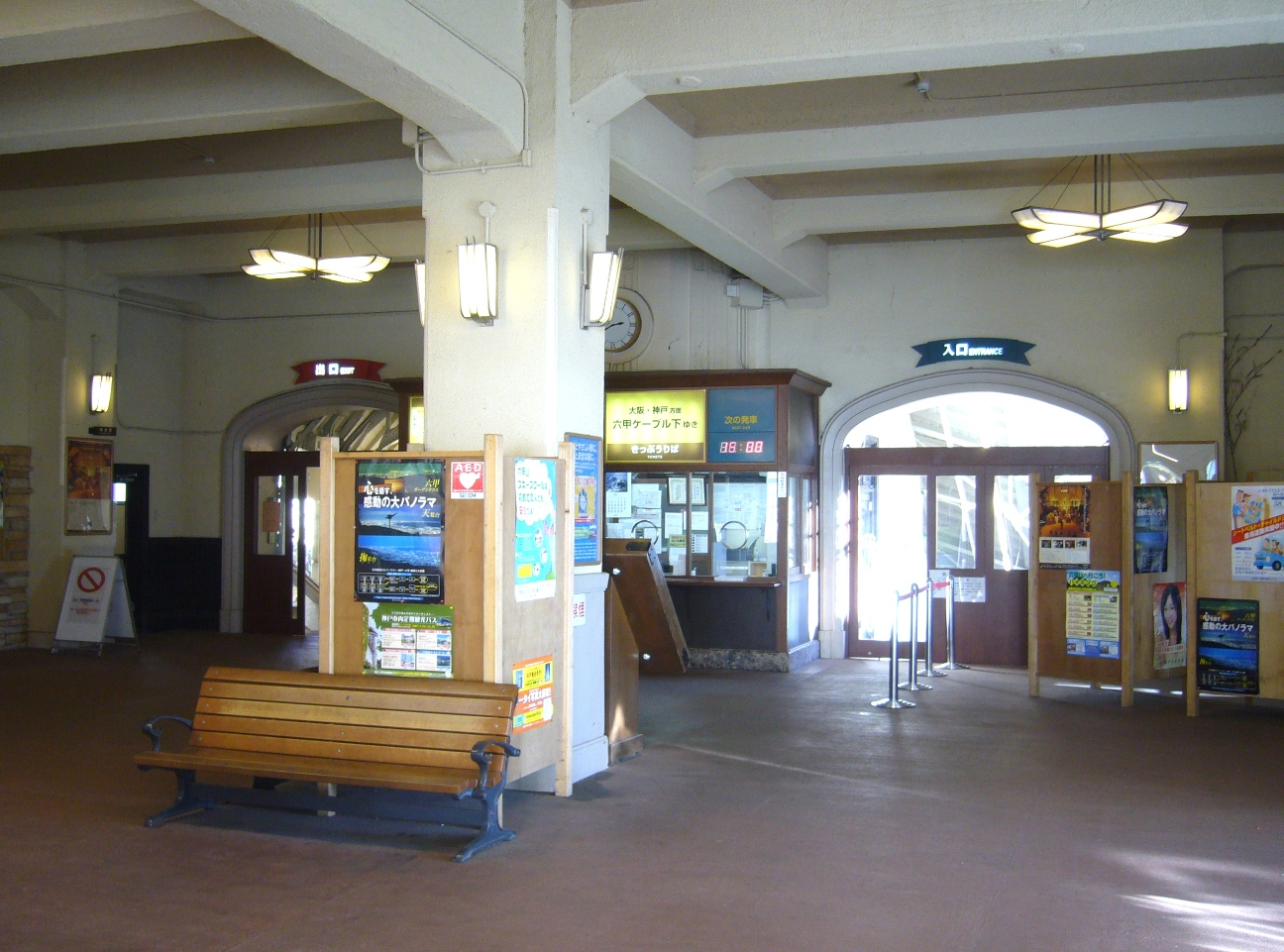
コンコース
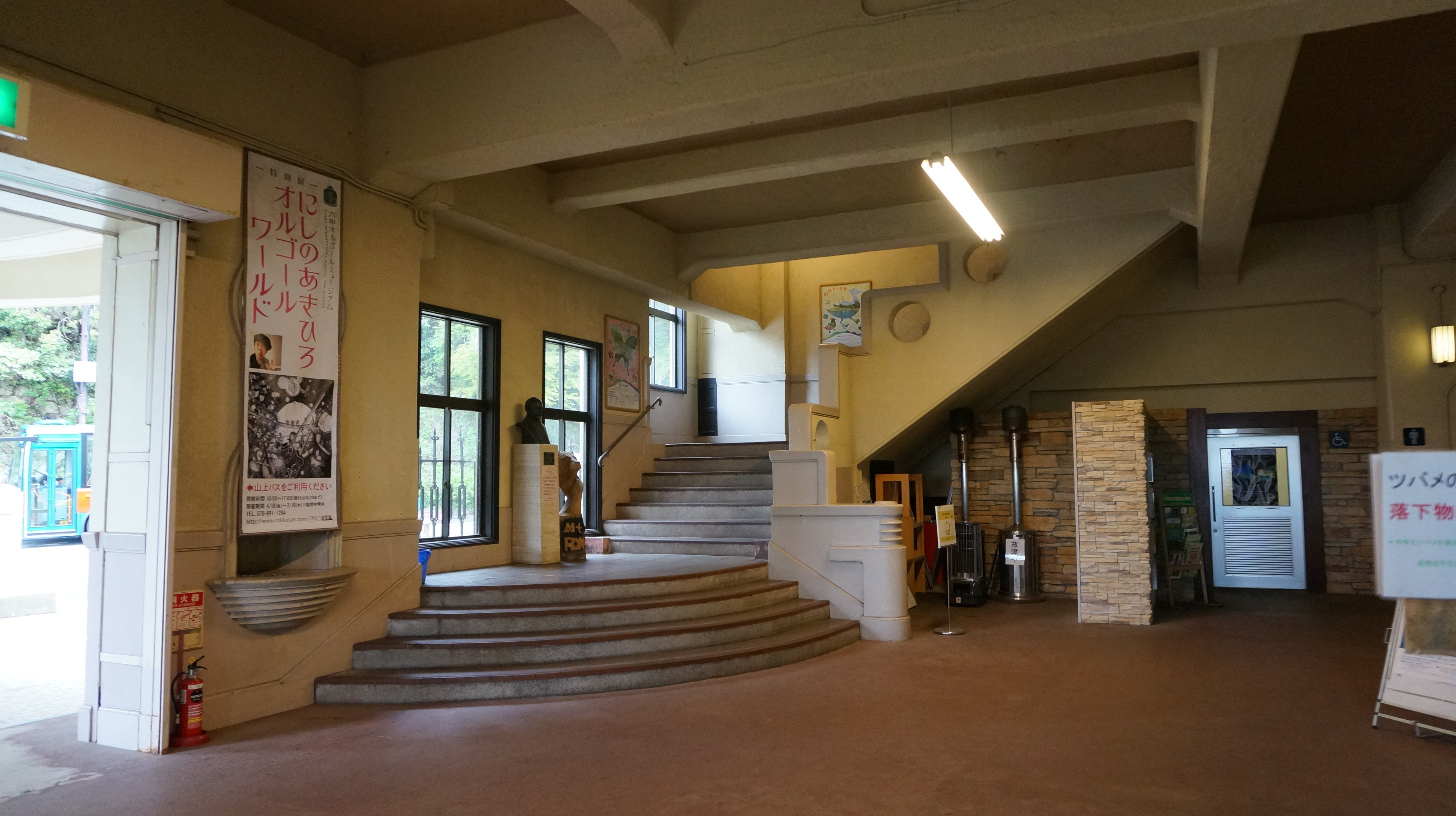
階段
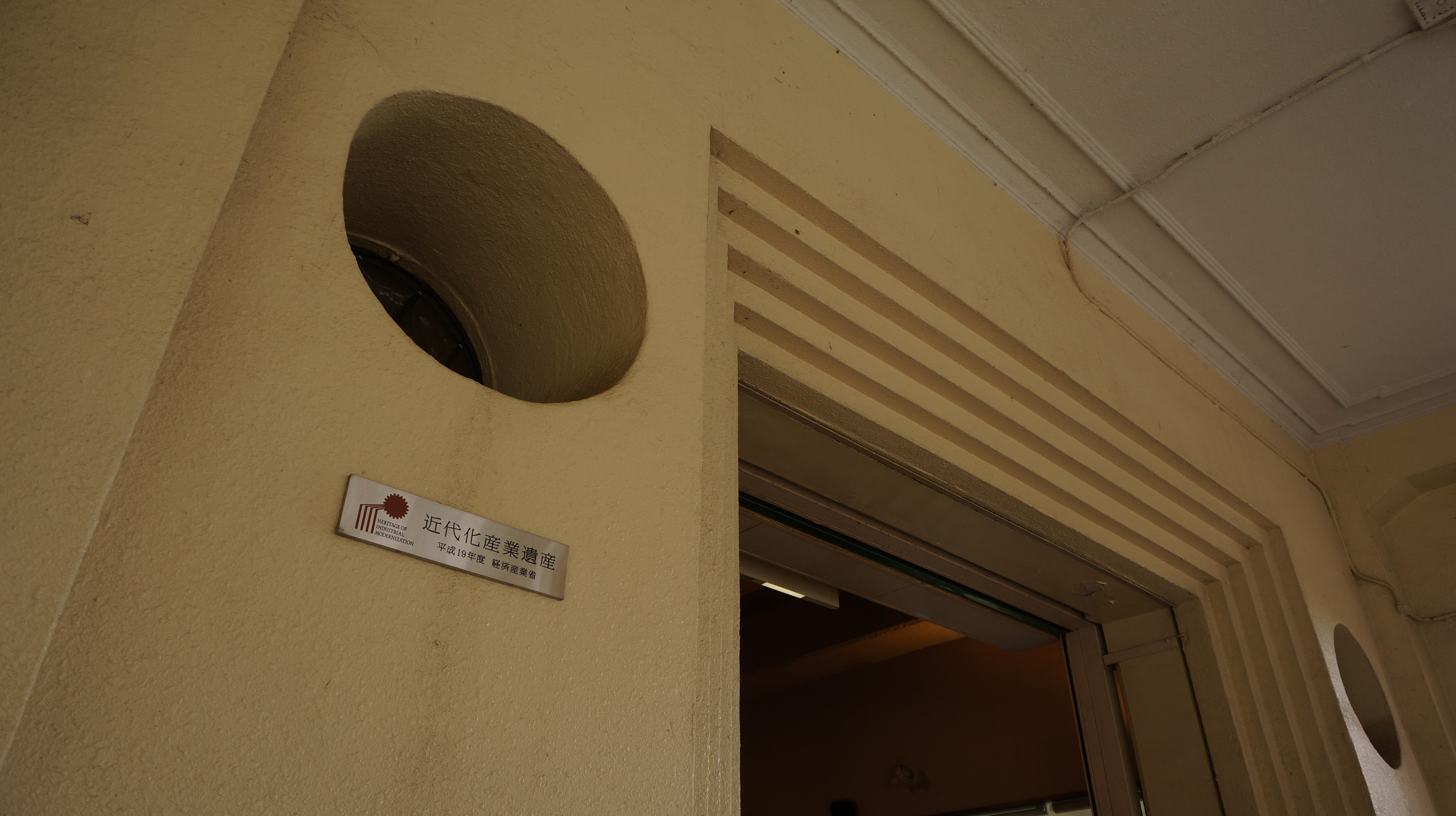
駅入口の近代化産業遺産プレート

## 接続路線バス
- 六甲山上バス - 六甲有馬ロープウェー裏六甲線六甲山頂駅方面
- 阪急バス・六甲摩耶スカイシャトルバス - 六甲山サイレンスリゾート・六甲山牧場・摩耶ロープウェー星の駅方面

## 隣の駅
神戸六甲鉄道
■六甲ケーブル線
六甲ケーブル下駅 - 六甲山上駅